# Wacław Zacharewicz
Wacław Zacharewicz (ur. 15 listopada 1907, poległ 23 września 1939 w Antoniówce) – porucznik obserwator magister Wojska Polskiego.

## Życiorys
W 1929 roku ukończył Gimnazjum im. Adama Mickiewicza w Wilnie i w latach 1929-1932 był słuchaczem Szkoły Podchorążych Lotnictwa w Dęblinie (VI promocja, 3. lokata). 7 sierpnia 1932 awansowany został na podporucznika ze starszeństwem z 15 sierpnia 1932 i 3 lokatą w korpusie oficerów aeronautycznych. Po promocji rozpoczął służbę w dywizjonie liniowym 6 pułku lotniczego we Lwowie, a kontynuował ją w Szkole Podchorążych Lotnictwa - Grupa Techniczna w Warszawie (do 1937 w Bydgoszczy). 1 marca 1935 awansowany został na porucznika ze starszeństwem z 1 stycznia 1935 i 19 lokatą w korpusie oficerów aeronautyki.
W 1938 rozpoczął studia w Wyższej Szkole Wojennej w Warszawie. Naukę zakończyć miał w roku 1940 (XIX promocja). W lipcu 1939, wraz z por. kaw. Zbigniewem Kiedaczem, przydzielony został do Nowogródzkiej Brygady Kawalerii na stanowisko pomocnika oficera informacyjnego. Walczył w kampanii wrześniowej. 23 września 1939 poległ w czasie walk o Antoniówkę i pochowany został na tamtejszym cmentarzu wojennym.